# Louis d'Estouteville

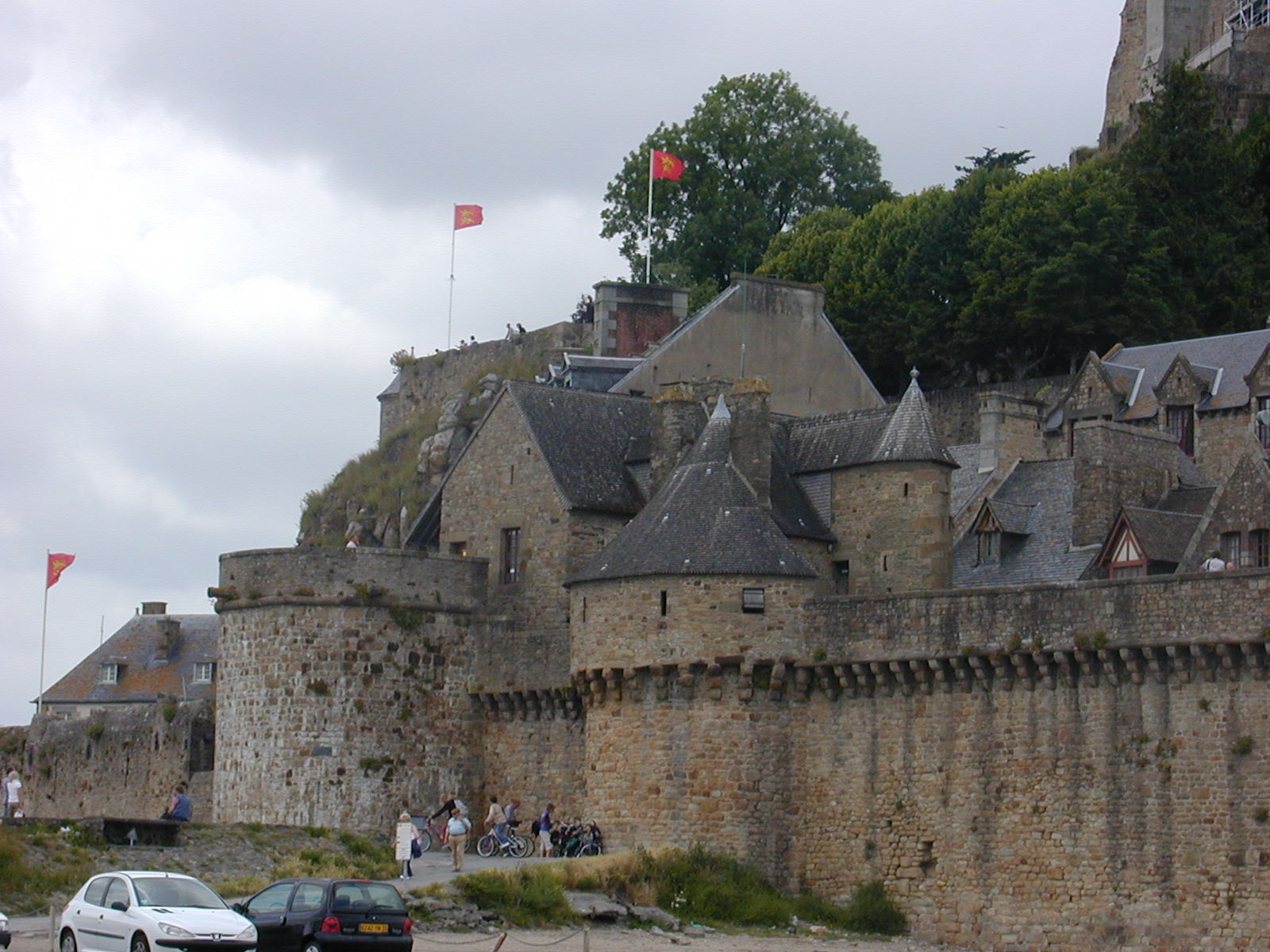
Le Mont Saint-Michel, dont Louis d’Estouteville fut le capitaine.

Louis d’Estouteville, né avant 1400 et mort en 1464, titré seigneur de Valmont, sieur d’Ausebecq, est un militaire français, qui fut capitaine du Mont-Saint-Michel et grand sénéchal de Normandie (1460-1464).

## Biographie
(juillet 2022).
Issu d’une ancienne famille de la noblesse normande, les d’Estouteville, Louis d’Estouteville, frère de Guillaume d'Estouteville, s’était déjà distingué lorsqu’il fut nommé, le 2 septembre 1424, en remplacement de Jean de Dunois, comte de Mortain, à la capitainerie du Mont-Saint-Michel qu’il devait commander pendant neuf ans. En 1418, ses châteaux du Cotentin — Chanteloup, Moyon, Hambye et Bricquebec — tombèrent aux mains des Anglais.
Bien que n’ayant aucun intérêt stratégique, le Mont était néanmoins devenu, depuis 1423, le symbole de la résistance à l’occupant. Jaloux de conserver à la Normandie ce site, contre lequel s’étaient toujours brisés les assauts anglais, Louis d’Estouteville prit, dès son arrivée au poste de capitaine, toutes les mesures que lui inspira la prudence. Les femmes et les enfants, dont la foule encombrait inutilement le monastère à chaque attaque de l’ennemi, pouvant, dans l’hypothèse de la prise de la ville, compromettre la conservation des bâtiments fortifiés qui en formaient en quelque sorte la citadelle et le donjon, il leur en interdit rigoureusement l’entrée par un règlement du 17 novembre.
Louis d’Estouteville ordonna également, vers la même époque, le transfèrement des prisonniers de guerre fussent en d’autres places. La garnison de Tombelaine, dont les forces s’étaient considérablement grossies dans le cours de l'année 1425, devenait sans cesse plus inquiétante pour le Mont Saint-Michel ; lorsque la mer retirait ses flots, les hommes d’armes descendaient sur la grève, et portaient leurs excursions jusque sous les remparts du Mont Saint-Michel. Isolée du continent par ces forces menaçantes, toute communication du Mont avec la terre devait être achetée par ses défenseurs au prix d’escarmouches ou de combats.
Louis d’Estouteville songea à diminuer l’assurance des Anglais en leur infligeant une sanglante leçon de prudence. Il prit toutes ses mesures avec une habileté destinée à lui en assurer le succès. Dans les premiers jours de novembre ; les Anglais, descendus en grand nombre sur la plage, profitaient, pour leurs évolutions habituelles, de quelques heures de sérénité dont, en cette saison, le ciel normand ne cesse de devenir plus avare. Louis d’Estouteville fit prendre les armes à tous ses guerriers. De discrètes démonstrations lui servirent à attirer dans les environs du monastère un ennemi d’autant plus confiant qu’il était plus nombreux. Le succès de ces tentatives ayant répondu à ses espérances, toutes les forces montoises fondirent, sur un signal, sur cette foule surprise, avec la rapidité et les ravages de la foudre : rompu, culbuté, les Anglais cherchèrent en vain leur salut dans la fuite. Dans cet horrible massacre, la plupart de ceux épargnés par l’épée restèrent prisonniers aux mains des Normands.
La joie de cette victoire excita dans le monastère un si vif enthousiasme, que les religieux résolurent d’engager au duché de Bretagne tout ce qu’un motif sacré leur avait fait conserver de précieux : croix, calices, chapes, mitres furent échangés contre les moyens d’ajouter de nouvelles fortifications aux remparts : des tours et des demi-lunes, avec parapets et mâchicoulis, furent élevées sur les points où l’expérience avait signalé le danger ; la porte avec herse et pont-levis fut également construite alors, ainsi que le logis qui la surmonte. 

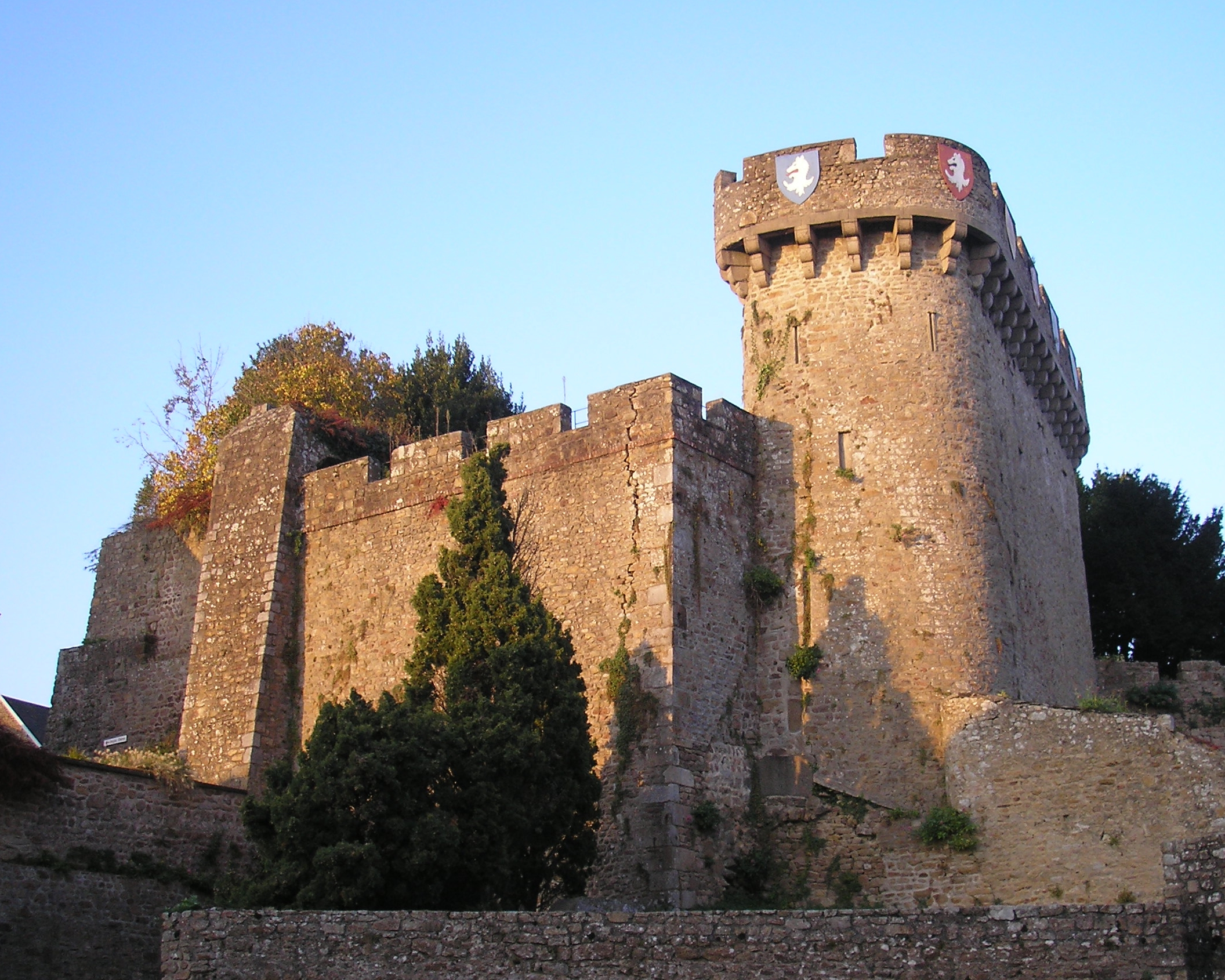
Avranches repris par Louis d'Estouteville aux Anglais.

Le 17 juin 1434, Louis d’Estouteville eut encore à repousser, à la tête de cent dix-huit autres chevaliers, une attaque anglaise. Après avoir dressé une formidable artillerie en batterie sur les grèves, une armée de 20 000 combattants ouvrit un feu terrible contre les remparts, qui, ébranlés par le choc multiplié des boulets de granit s’ouvrirent, croulèrent avec fracas. Lorsque les Anglais s’élancèrent à travers les décombres, le choc fut terrible entre l’assaut impétueux des barons anglais et la défense héroïque des chevaliers normands. Aux pierres et aux flèches, qui se croisèrent d’abord de la grève et des remparts, succédèrent bientôt, sur la brèche, la hache d’armes, l’épée et la lance. Emportés par l’exaltation de la victoire, les Normands fondirent sur les assaillants, les poursuivant à travers les grèves qu’ils couvrirent de carnage, et le rejetant jusque dans ses bastilles, à l’issue du corps à corps qui coûta 2 000 soldats à l’armée anglaise dont l’artillerie, pièces énormes formées de lames de fer soudées et unies par des cercles de même métal, fut saisie.
Cette attaque fut la dernière entreprise que tentèrent les Anglais contre le Mont Saint-Michel qui, découragés par cette défaite décisive, mettront fin à un siège de trente ans pour se borner à le surveiller avec les garnisons de Tombelaine et de leurs bastilles. Ce fut à la suite de ces succès, et pour consacrer le souvenir de la part glorieuse qu’ils y avaient prise, que les défenseurs du Mont firent dresser, dans l’église abbatiale, le tableau de leurs noms et de leurs armes (cf. Abbaye du Mont-Saint-Michel : cette attaque est en partie une légende).
Louis d’Estouteville fera ensuite tomber Avranches : s’étant ménagé des intelligences dans cette nouvelle forteresse, Louis surprit la garnison anglaise, la fit prisonnière dans ces remparts où ne devait plus flotter d’autre bannière que celle de la France jusqu’à la fin de la guerre de Cent Ans. De là, il prit Tombelaine, Granville, Saint-James.

## Descendance
Marié à Jeanne Paynel, dame de Hambye, Bricquebec, Chanteloup, Gacé et Moyon, descendante du fondateur de l'abbaye de Hambye, il est inhumé avec elle dans le chœur de cette abbatiale.
Ils ont deux enfants connus :
- Michel († 1469), seigneur d’Estouteville, Valmont et Hotot, marié le 9 février 1448 avec Marie de La Roche-Guyon († 1498) ;
- Jean († apr. 1476), seigneur de Bricquebec, Hambye et Gacé, châtelain de Gaure, capitaine du Mont-Saint-Michel.

### Sources
- Fulgence Girard, Histoire géologique, archéologique et pittoresque de Mont Saint-Michel, Avranches, E. Tostain, 1843, p. 222-229.
- Étienne Dupont, Les légendes du Mont Saint-Michel : historiettes et anecdotes sur l'abbaye et les prisons, Éditions Notre-Dame, 1969, 220 p.